# Robinson R44
Robinson R44 je čtyřmístný lehký vrtulník vyráběný od roku 1992 americkou společností Robinson Helicopter Company. Robinson R44 vychází konstrukčně z menšího dvoumístného modelu Robinson R22 a je vybaven hydraulickými systémy pro řízení letu. Prototyp poprvé vzlétl 31. března 1990. Model Robinson R44 získal certifikaci FAA v prosinci 1992 a první dodávky zákazníkům byly zahájeny v lednu 1993.

## Konstrukce a vývoj

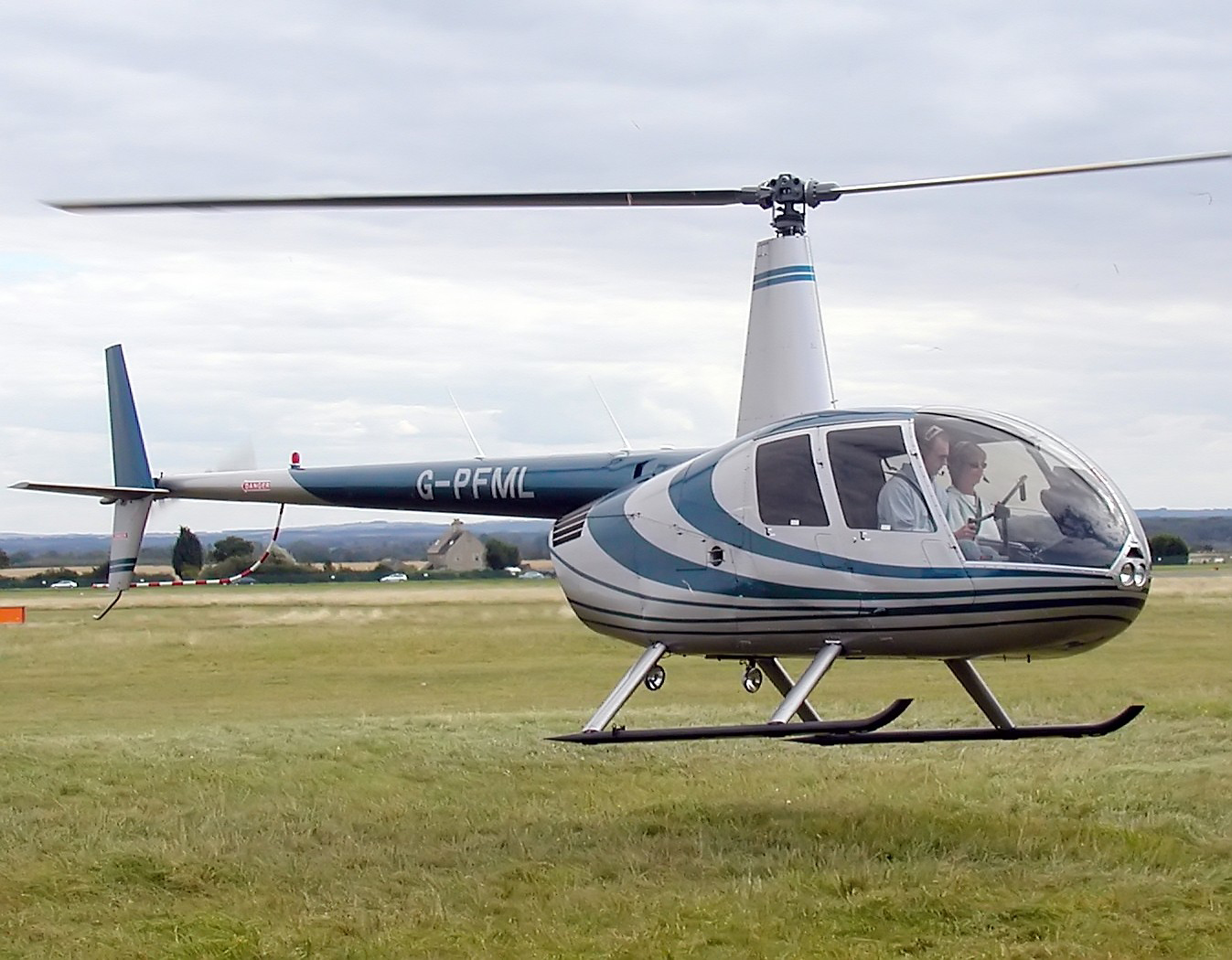
Robinson R44 Astro

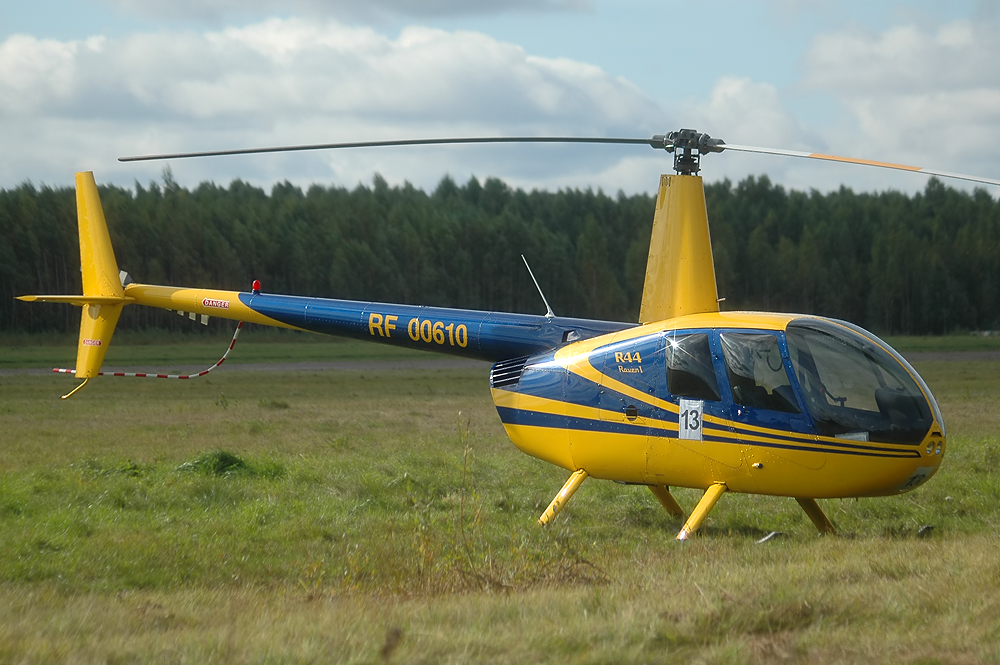
Robinson R44 Raven I

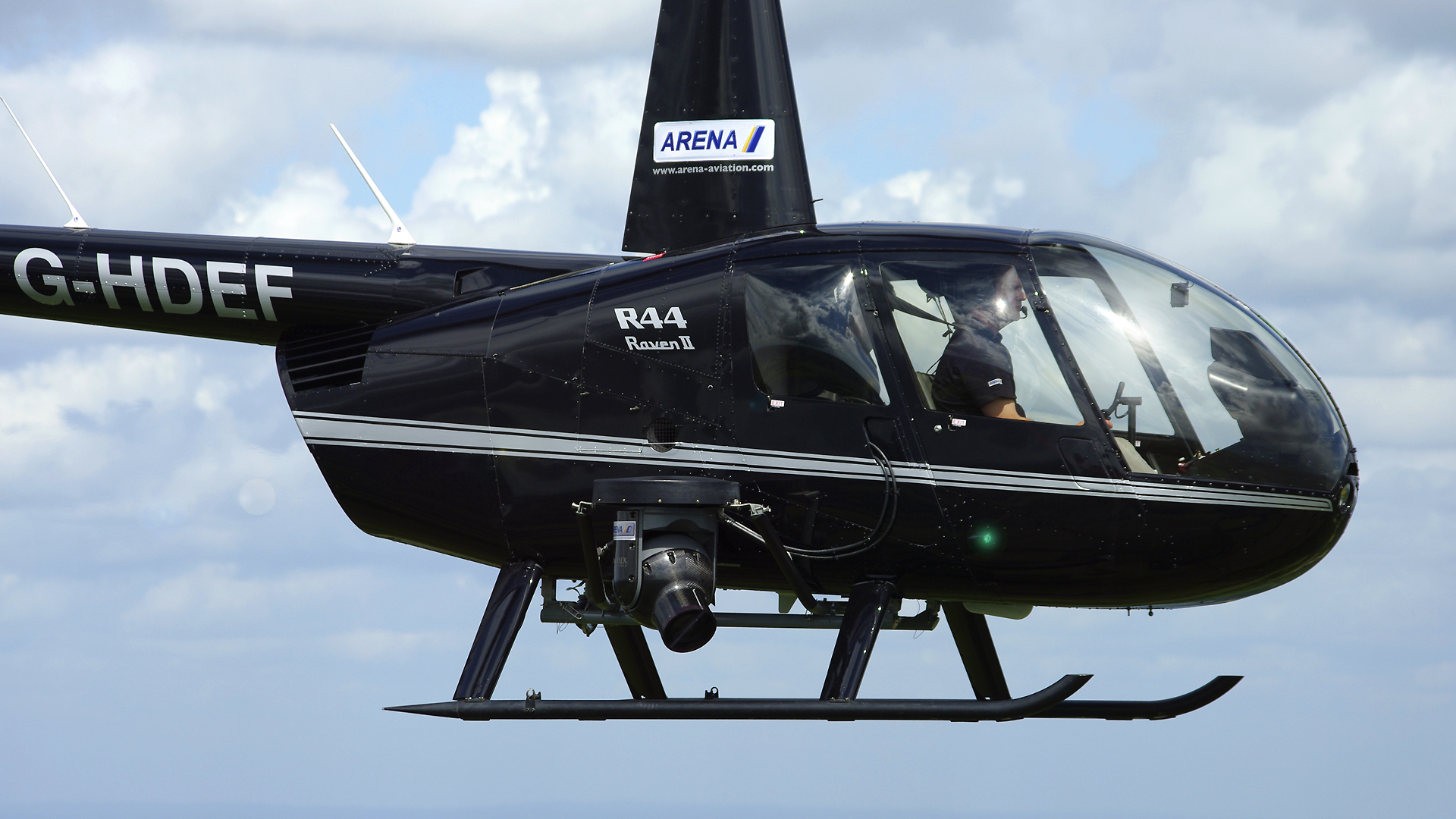
Robinson R44 Raven II

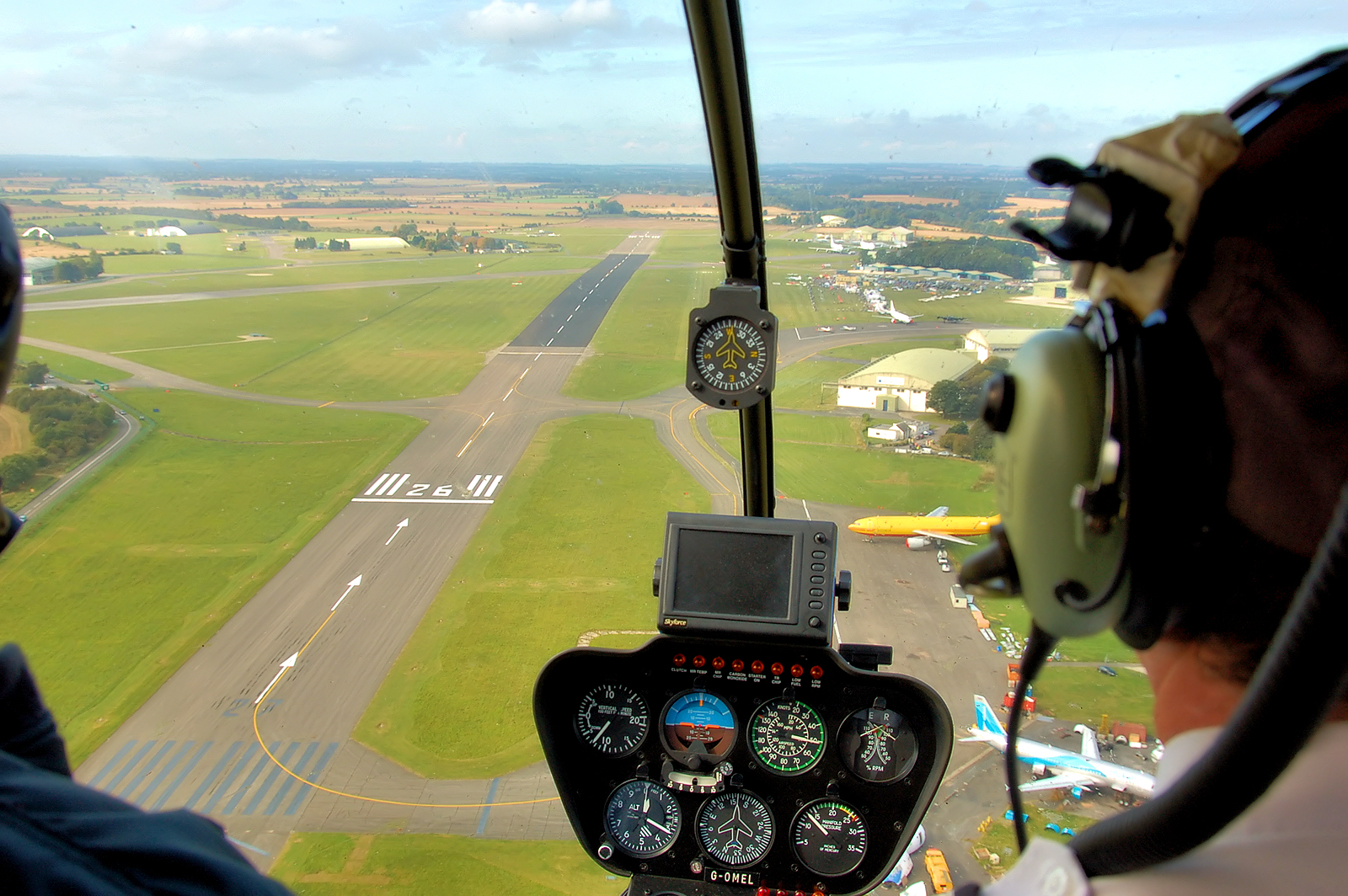
Část přístrojové desky a pohled z kokpitu vrtulníku R44

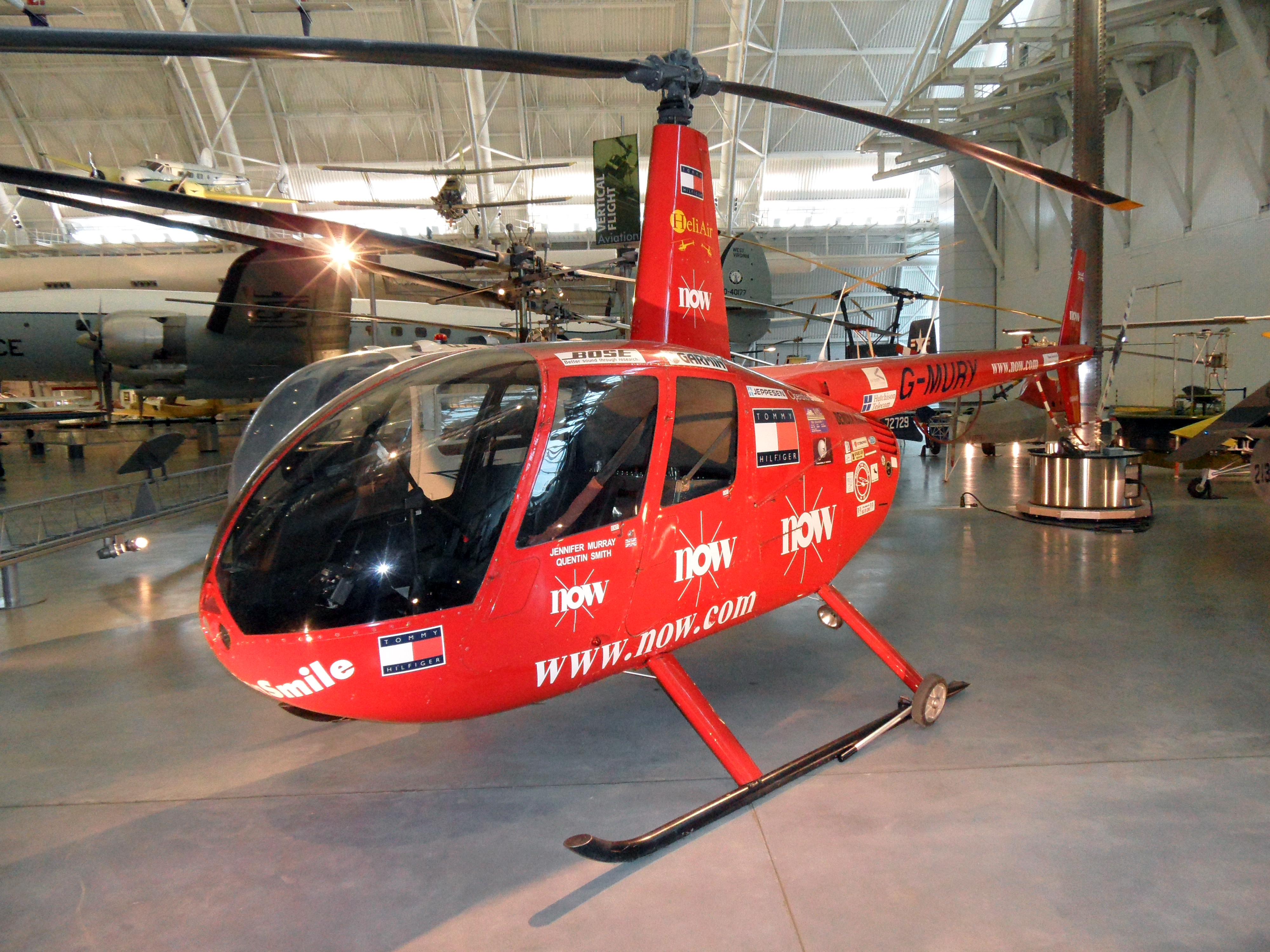
Robinson R44

Robinson R44 je jednomotorový lehký vrtulník s dvoulistým hlavním rotorem, dvoulistým tlačným vyrovnávacím rotorem a ližinovým podvozkem. Má uzavřenou kabinu se dvěma řadami sedadel. Směr otáčení rotoru je stejně jako u R22, ze kterého tento stroj konstrukčně vychází, levotočivý.
Robinson R44 byl vyvíjen v 80. letech Frankem Robinsonem a týmem jeho spolupracovníků. Prototyp vzlétl poprvé 31. března 1990 a certifikace FAA byla verzi R44 Astro udělena v prosinci 1992. První dodávky zákazníkům byly zahájeny v lednu 1993. V lednu 2000 představila společnost Robinson Helicopter Company inovovanou verzi Raven s hydraulickými systémy pro řízení letu a nastavitelnými pedály. V červenci 2002 byla představena modernější verze Raven II se silnějším vstřikováním paliva motoru a se širšími listy rotoru. Verze Raven II disponovala vyšší maximální vzletovou hmotností a vyšším výkonem.
První ženou, která obletěla svět vrtulníkem, byla Jennifer Murray. V roce 1997 urazila se strojem Robinson R44 vzdálenost 36 000 km za 97 dnů. Bývalý chilský prezident Sebastián Piñera vlastnil jeden stroj R44, při jehož pilotáži 6. února 2024 zahynul. Belgický král Filip vlastní stroj R44 s unikátní imatrikulační značkou OO-PFB, kde zkratka PFB znamená „Prins Filip België.“ Britský zpěvák Jay Kay vlastní stroj R44 s imatrikulací G-JKAY, který také pilotuje ve svém songu White Knuckle Ride.

## Uživatelé

### Civilní užití
Vrtulníky R44 jsou užívány mnoha civilními leteckými společnostmi pro přepravu osob a výcvik pilotů, leteckými kluby a pro jiné soukromé účely.

### Policejní užití
Filipíny
- Filipínská národní policie[3]

 Jihoafrická republika
- Jihoafrická policie

### Vojenské užití
Bolívie
- Bolivijské letectvo

 Dominikánská republika
- Armáda Dominikánské republiky

 Estonsko
- Estonské letectvo

 Jordánsko
- Jordánské královské letectvo

 Libanon
- Libanonské letectvo

 Maďarsko
- Maďarské letectvo

## Specifikace (Raven II)

### Technické údaje
- Posádka: 1 nebo 2 piloti
- Kapacita: 4 osoby včetně pilota
- Užitečné zátížení: 340 kg
- Průměr rotoru: 10,1 m
- Průměr vyrovnávacího rotoru: 1,5 m
- Délka: 11,65 m
- Výška: 3,3 m
- Prázdná hmotnost: 657,7 kg
- Maximální vzletová hmotnost: 1134 kg
- Pohonná jednotka: 1× motor Lycoming IO-540-AE1A5 o výkonu 183 kW
- Palivo: AVGAS nebo jiné palivo s nízkým obsahem olova (100LL nebo 100/130)
- Kapacita hlavní palivové nádrže: 120 L
- Kapacita pomocné palivové nádrže: 70 L

### Výkonové údaje
- Maximální rychlost: 130 kt (240 km/h)
- Cestovní rychlost: 100 kt (185 km/h)
- Nepřekročitelná rychlost: 130 KIAS při TOGW 998 Kg a méně a 120 KIAS nad 998 kg TOGW
- Dolet: 300 nm / 560 km
- Průměrná spotřeba paliva: 57 l/hod
- Dostup: 9000 ft AGL (2700 m nad zemí)

## Nehody R44 v Česku
OK-GES u Plzně (16. srpna 2016), kde zemřel zkušený pilot letecké záchranné služby a examinátor Českého leteckého úřadu se svým žákem.
OK-PLP v Plzni (5. září 2018) zemřel podnikatel Bohumil Doubek spolu s dalšími třemi osobami po nárazu do střechy průmyslové haly. Na vině byla nezkušenost pilota a alkohol (1,97 promile v krvi).
OK-HLS v Žamberku (13. srpna 2020) v zámeckém parku došlo k nehodě vrtulníku. Na palubě byly v době nehody 4 osoby. Nikdo nebyl vážně zraněn.

### Podobné vrtulníky
- Bell 206
- Enstrom F-28
- MD Helicopters MD 500